# Merl (Luxemburg)
Merl (en luxemburguès: Märel) és un dels 24 barris de la ciutat de Luxemburg. El 2014 tenia 4.869 habitants. Està situat a l'extrem oest de la ciutat. El Footbal Club Red Star Merl-Belair creat el 1927, és l'equip de futbol del barri.